# Futebol de 7 nos Jogos Parapan-Americanos de 2019
As competições de Futebol de 7 nos Jogos Parapan-Americanos de 2019 foram realizadas em Lima, entre 24 e 31 de agosto. As provas aconteceram no Complexo Esportivo  Villa María del Triunfo.
O evento contou com a participação de 84 atletas de 6 países participantes. O futebol de 7 é jogado por atletas com paralisia cerebral.

## Medalhistas
Os jogadores medalhistas da edição foram:
|  | BRA Brasil |  | ARG Argentina |  | USA Estados Unidos |
|  | Moacir Fernando Mao João Victor Cortes Heitor Luiz Camposano João Batista de Araújo Heberte Oviedo Leando Giovani Ubirajara Magalhães Evandro de Oliveira Gomes Jefferson Miranda Cardoso César Batista de Aguiar Jan Francisco Brito da Costa Wesley dos SAntos Jefferson Delmonde Lucas Henrique da Silva |  | Matías Bacik Hernando Romussi Pablo Matias Molina Rodrigo Lugrini Carlos Carrizo Mariano Morana Matías Romano Nicola Billordo Duncan Coronel Matias Vera Fabrício Gabriel Alvarez Matías Salvat Mariano Cortes Rodrigo Luquez |  | Sean Boyle Cameron Delillo Jacob Crumbley Tyler Bennet Benajmin Lindau Jacob Kaplan Adam Ballou Andrew Bremer Seth Jahn Nicholas Mayhugh Shea Hammond Marc Estrella Joshua Brunais David Garza |

## Formato
As seis equipes se enfrentaram na fase de grupo, totalizando 5 jogos para cada time. Formou-se a classificação de acordo com o desempenho de cada uma das equipes. As duas equipes com melhores colocações disputaram a medalha de ouro. As equipes classificadas em terceiro e quarto lugares disputaram a medalha de bronze. 

## Fase de grupo
|  | Equipes classificadas à final                        |
|  | Equipes classificadas à disputa da medalha de bronze |

Todas as partidas seguem o fuso horário local (UTC-5).
| Pos | Time           | Pts | J | V | E | D | GP | GC | SG  |
| --- | -------------- | --- | - | - | - | - | -- | -- | --- |
| 1   | Brasil         | 12  | 5 | 4 | 0 | 1 | 33 | 3  | +30 |
| 2   | Argentina      | 12  | 5 | 4 | 0 | 1 | 25 | 3  | +22 |
| 3   | Estados Unidos | 12  | 5 | 4 | 0 | 1 | 24 | 4  | +20 |
| 4   | Venezuela      | 6   | 5 | 2 | 0 | 3 | 15 | 29 | -14 |
| 5   | Colômbia       | 3   | 5 | 1 | 0 | 4 | 13 | 18 | -5  |
| 6   | Peru           | 0   | 5 | 0 | 0 | 5 | 0  | 53 | -53 |

| 24 de Agosto de 2019 09:30 | Brasil | 10–0      | Peru | Complexo Esportivo Villa María del Triunfo Árbitro: USA Margaret Mary Domka |
|                            | Jefferson Cardoso 4', 12', 15' · Jefferson Delmonde 15', 37' · Lucas Henrique da Silva 20' · João Victor Cortes 30' · César Batista Aguiar 39' · João Batista de Araújo 46' | Relatório |      |                                                                             |

| 24 de Agosto de 2019 11:30 | Venezuela                | 1–7       | Argentina                                                                                      | Complexo Esportivo Villa María del Triunfo Árbitro:COL Adrian Camilo Santa |
|                            | Jose Luis Quintana 60+2' | Relatório | Mariano Morana 2', 9', 26' · Cristian Billordo 14' · Rodrigo Lugrin 16' · Hernando Romussi 30' |                                                                            |

| 24 de Agosto de 2019 13:30 | Estados Unidos                                                    | 5–0       | Colômbia | Complexo Esportivo Villa María del Triunfo Árbitro:ARG Jorge Eduardo Barbisan |
|                            | Cameron Delillo 15', 22' · Seth Jahn 20', 41' · Andrew Bremer 48' | Relatório |          |                                                                               |

| 25 de Agosto de 2019 09:30 | Peru | 0–12      | Colômbia | Complexo Esportivo Villa María del Triunfo Árbitro:ARG Jorge Eduardo Barbisan |
|                            |      | Relatório | Freddy Santacruz 5' · Omar Banguera 5' · Alejandro Duque 6', 22' · James Rincón 9', 13' · Daniel Carabali 20' · Oscar Andrés Mendez 23' · Wilmer Arturo Chamorro 37', 38' · Camilo Andrés Escobar 50', 60' · |                                                                               |

| 25 de Agosto de 2019 11:30 | Venezuela | 0– 6      | Estados Unidos                                                                  | Complexo Esportivo Villa María del Triunfo Árbitro:PER Jhon Rocca Neyra |
|                            |           | Relatório | Cameron Delillo 18', 51', 57', 60+2' · Andrew Bremer 43' · Nicholas Mayhugh 47' |                                                                         |

| 25 de Agosto de 2019 13:30 | Brasil                        | 2–0       | Argentina | Complexo Esportivo Villa María del Triunfo Árbitro:CAN Skye Arthur-Banning |
|                            | Cesar Batista Aguiar 19', 60' | Relatório |           |                                                                            |

| 26 de Agosto de 2019 09:30 | Argentina                                 | 2–0       | Estados Unidos | Complexo Esportivo Villa María del Triunfo Árbitro:COL Adrian Camilo Santa |
|                            | Mariano Morana 27' · Cristian Billordo 4' | Relatório |                |                                                                            |

| 26 de Agosto de 2019 11:30 | Peru | 0–12      | Venezuela | Complexo Esportivo Villa María del Triunfo Árbitro:PER Liz Judith Arellano Berrospi |
|                            |      | Relatório | Richard Mogollon 11' · Cristian Sneide 8', 21' · Jose Luís Felipe 4' (10) · Yonfe Guerra 55' · Enderson Artahona 25' · Willian González 45', 60+1' · Stewart Sira 35' |                                                                                     |

| 26 de Agosto de 2019 13:30 | Brasil                                                                             | 4–0       | Colômbia | Complexo Esportivo Villa María del Triunfo Árbitro:PER Neker Balabarca Espinoza |
|                            | Jan Francisco da Costa 30+1' · Cesar Batista de Aguiar 33' · Jefferson Cardoso 35' | Relatório |          |                                                                                 |

| 28 de Agosto de 2019 09:30 | Colômbia             | 1–2       | Venezuela                                 | Complexo Esportivo Villa María del Triunfo Árbitro:USA Margaret Mary Domka |
|                            | Freddy Santacruz 29' | Relatório | José Luís Quintana 5' · Gabriel Olivi 50' |                                                                            |

| 28 de Agosto de 2019 11:30 | Argentina | 9–0       | Peru | Complexo Esportivo Villa María del Triunfo Árbitro:COL Adrian Camilo Santa |
|                            | Mariano Cortes 58', 60+2' · Matias Vera 10' · Duncan Coronel 43' · Mariano Morana 60' · Rodrigo Luquez 11', 35' · Matías Romano 60+1' | Relatório |      |                                                                            |

| 28 de Agosto de 2019 13:30 | Brasil                                          | 2–3       | Estados Unidos                                                     | Complexo Esportivo Villa María del Triunfo Árbitro:ARG Jorge Eduardo Barbisana |
|                            | Hebert Oviedo 12' · César Batista de Aguiar 29' | Relatório | Benjamin Lindau 26' · Nicholas Mayhugh 45' · Cameron Delillo 60+3' |                                                                                |

| 29 de Agosto de 2019 09:30 | Estados Unidos                                                                                          | 10–0      | Peru | Complexo Esportivo Villa María del Triunfo Árbitro:COL Adrian Camilo Santa |
|                            | Tyler Bennett 46' · Nicholas Mayhugh 13', 13', 28', 33' · Adam Ballou 19', 19', 21' · Seth Jahn 4', 26' | Relatório |      |                                                                            |

| 29 de Agosto de 2019 11:30 | Colômbia | 0–7       | Argentina                                                                                         | Complexo Esportivo Villa María del Triunfo Árbitro:CAN Skye Arthur-Banning |
|                            |          | Relatório | Pablo Molina 30+1', 36'' · Hernando Romussi 46' · Amriano Morana 19' · Cristian Billordo 10', 50' |                                                                            |

| 29 de Agosto de 2019 13:30 | Brasil | 15–0      | Venezuela | Complexo Esportivo Villa María del Triunfo Árbitro:USA Margaret Mary Domka |
|                            | Jan Francisco Brito 59' · Hebert Oviedo 5', 56', 60' · Heitor Camposano 40' · César Batista Aguiar 39' · Ubirajara Magalhães 34', 36', 38', 42' · Evandro de Oliveira Gomes 45', 42' · Leonardo Giovani Morais 23', 30', 43' | Relatório |           |                                                                            |

## Disputa pelo bronze
| 30 de Agosto de 2019 09:30 | Estados Unidos                                                                                             | 7–0       | Venezuela | Complexo Esportivo Villa María del Triunfo Árbitro:COL Adrian Camilo Santa |
|                            | David Garza 45' · Nicholas Mayhugh 1', 34' · Cameron Delillo 32', 49' · Joshua Brunais7 7' · Seth Jahn 59' | Relatório |           |                                                                            |

## Final
| 30 de Agosto de 2019 12:00 | Argentina                                                        | 3–5       | Brasil                                                                 | Complexo Esportivo Villa María del Triunfo Árbitro:USA Margaret Mary Domka |
|                            | Pablo Molina Lopez 7' · Rodrigo Lugrin 40' · Nicola Billordo 33' | Relatório | Evandro de Oliveira Gomes 27', 49' · Ubirajara Magalhães 32', 48', 51' |                                                                            |

## Classificação Final
| Pos.              | Equipe         | Campanha | Campanha | Campanha |
| Pos.              | Equipe         | V        | E        | D        |
| ----------------- | -------------- | -------- | -------- | -------- |
| Medalha de ouro   | Brasil         | 5        | 0        | 1        |
| Medalha de prata  | Argentina      | 4        | 0        | 2        |
| Medalha de bronze | Estados Unidos | 5        | 0        | 1        |
| 4                 | Venezuela      | 2        | 0        | 4        |
| 5                 | Colômbia       | 1        | 0        | 4        |
| 6                 | Peru           | 0        | 0        | 5        |